# Histereza
Histereza (grč. ὑστέρησıς: manjak, zaostajanje) je pojava da učinci nekoga djelovanja kasne u odnosu na to djelovanje. Može se prikazati s pomoću krivulje histereze u pravokutnom Kartezijevu koordinatnom sustavu ako se na jednu koordinatu nanese veličina koja opisuje djelovanje, a na drugu veličina koja opisuje učinke djelovanja.

## Magnetska histereza
Magnetska histereza pojava je kašnjenja magnetske indukcije u odnosu na promjenu jakosti magnetskoga polja. Ovisi o feromagnetskim materijalima u kojima se magnetsko polje inducira; manja je za meko željezo (na primjer slitine FeNi), a veća za tvrdo željezo (na primjer ugljične čelike). Gubitke magnetske histereze čini dio energije vanjskoga magnetskog polja koji se u feromagnetskim materijalima nepovratno pretvara u druge oblike energije, većinom u toplinu.
Na grafikonu je prikazana petlja histereze, zatvorena simetrična krivulja koja nastaje pri izmjeničnom magnetiziranju. Površina petlje razmjerna je utrošku energije potrebne za jedan ciklus premagnetiziranja. Ako se uzbudno magnetsko polje mijenja od minimalne vrijednosti – Hmin do maksimalne vrijednosti + Hmax i obratno, magnetska se indukcija povećava od – Bmin do + Bmax po grani krivulje, a smanjuje od + Bmax do – Bmin. Jakost magnetskoga polja na primjer Hx1 odgovara jedan put magnetska indukcija By1, a drugi put By2, odnosno, vrijednost je magnetske indukcije prilikom magnetiziranja materijala manja, a prilikom demagnetiziranja veća. 

### Remanencija
Ako se nakon magnetiziranja smanji jakost magnetskog polja H na nulu, ostat će u željezu magnetska indukcija Br, koja se naziva remanencijom. Remanencija (oznaka Br) je magnetska indukcija zaostala u materijalu nakon što je prestalo djelovati vanjsko magnetsko polje. Ovisno o vrsti materijala, može iznositi od 0,2 T pa do približno 2 T.

### Koercitivna sila
Koercitivna sila (oznaka Hk) je jakost magnetskoga polja potrebna za poništenje remanencije, suprotnog je smjera jakosti magnetskoga polja magnetiziranja. Meki magnetski materijali imaju koercitivne sile veće od 0,3 A/m, a tvrdi manje od 800 kA/m. Primjerice, dobar stalni magnet ima veliku remanenciju i koercitivnu silu, a to daje široku petlju histereze. Za magnetske krugove električnih motora, generatora i transformatora potrebna je što veća maksimalna magnetska indukcija sa što užom petljom, kako bi gubitci energije zbog histereze bili manji. Za specijalne jezgre magnetskih pojačala i slične primjene potrebna je što uža i strmija petlja, to jest visoka remanencija i mala koercitivna sila.

## Dielektrična histereza
Dielektrična histereza pojava je usporenoga porasta dielektrične polarizacije pri jakim električnim poljima te zaostajanja dijela polarizacije nakon prestanka djelovanja polja.

## Elastična histereza
Elastična histereza pojava je sporijega širenja elastičnoga tijela pod djelovanjem vanjske sile i njegova sporijega skupljanja prilikom smanjivanja sile koja je izazvala rastezanje, to jest pojava zaostajanja deformacije u odnosu na naprezanje.